# Graphania cyanopetra
Graphania cyanopetra är en fjärilsart som beskrevs av Edward Meyrick 1927. Graphania cyanopetra ingår i släktet Graphania och familjen nattflyn. Inga underarter finns listade i Catalogue of Life.